# Heinrich Meibom (Dichter)

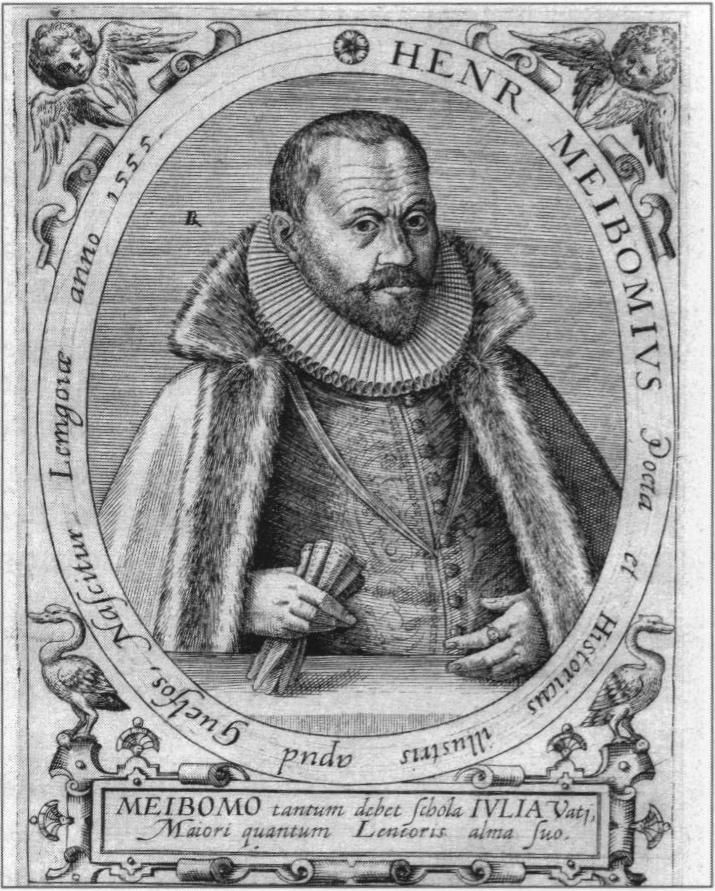
Heinrich Meibom d. Ä.

Darstellung der Irminsul in Meiboms Irmensula Saxonica 1612

Heinrich Meibom auch Heinrich Meibom der Ältere (* 4. Dezember 1555 in Alverdissen; † 20. September 1625 in Helmstedt) war ein deutscher Historiker und Dichter.

## Leben
Dem alten niedersächsischen Geschlecht Meibom entstammend, studierte er an der Universität Helmstedt und wurde dort 1583 zum Professor der Dichtkunst und Geschichte berufen. Den Lehrstuhl behielt er bis zu seinem Tod inne. Seine wissenschaftliche Tätigkeit beschränkte sich nicht nur auf die Geschichtsschreibung des Herzogtums Braunschweig-Lüneburg, sondern bezog sich verstärkt auf die historische Aufarbeitung des mittelalterlichen Deutschlands. Seine Ausarbeitungen wurden insbesondere von Kaiser Rudolf II. geschätzt und gefördert. Rudolf II. war es auch, der ihn am 9. Juli 1590 zum Poeta Laureatus krönte und der Überlieferung nach in den erblichen Adelsstand erhob. Dieser Adel wurde seinen Nachfahren 1755 als Reichsadel bestätigt und erneuert.

## Werke
Seine Werke Parodiarum horatianarum libri III et sylvarum libri II (1588) sowie Opuscula historica ad res germanicas spectantia wurden durch seinen gleichnamigen Enkel Heinrich Meibom im Jahr 1688 als Rerum germanicarum scriptores veröffentlicht.
Irmensula Saxonica, Hoc est, Eius nominis Idoli, sive Numinis Tutelaris, apud antiquissimos Saxones paganos culti, Et a Karolo M. Augusto per occasionem […] / Auctore Henrico Meibomio, Poeta & Historico, acad. Iuliae professore. Helmaestadii: Lucius, 1612 (Digitalisat)